# Terry Jones
Terry Jones, nato Terence Graham Parry Jones (Colwyn Bay, 1º febbraio 1942 – Londra, 21 gennaio 2020) è stato un attore, regista, sceneggiatore, scrittore e presentatore televisivo britannico, noto per essere uno dei membri dei Monty Python.
È stato autore anche di numerosi libri per ragazzi.

## Primi anni
Originario del Galles, è ricordato dai colleghi come degno rappresentante dello spirito sanguigno ed emotivo della sua terra.
Studente di inglese presso il St Edmund Hall di Oxford, recitò nella compagnia universitaria The Oxford Revue, dove conobbe l'altro futuro Monty Python Michael Palin. Insieme parteciparono a due spettacoli comici della compagnia, e per il secondo scrissero per la prima volta uno sketch in collaborazione, la Sequenza di Slapstick che anni dopo avrebbero riproposto negli spettacoli dal vivo dei Monty Python (e che si può vedere nel film Monty Python Live at the Hollywood Bowl).
Laureatosi, cominciò a scrivere professionalmente e venne assunto dalla BBC. Si riunì a Palin quando anche quest'ultimo si laureò. Insieme lavorarono per la trasmissione The Frost Report, scrivendo battute di una riga per i monologhi di David Frost e, in seguito, realizzando brevi spezzoni filmati. Qui incontrarono per la prima volta gli altri Monty Python John Cleese, Graham Chapman e Eric Idle.
In questo periodo Jones vide più volte stravolgere il proprio materiale da attori che improvvisavano per continuare a far ridere durante le prove (primo fra tutti Marty Feldman) e sviluppò il desiderio di ottenere il controllo anche nella realizzazione degli sketch.
Vista la paga per minuto di trasmissione, Jones e Palin furono costretti a lavorare tantissimo, accettando di scrivere per le produzioni più svariate. Scrissero insieme quasi quotidianamente fino al periodo dei Monty Python e oltre.
Vennero scritturati per la trasmissione Twice a Fortnight ("Due volte ogni quattordici giorni", 1967) assieme a membri dei futuri The Goodies, quindi ottennero la produzione del programma Do Not Adjust Your Set ("Non regolate il televisore", 1967-1969) assieme a Eric Idle e all'americano Terry Gilliam, che realizzava brevi spezzoni animati, presentato loro da John Cleese. Il programma era rivolto ad un pubblico di bambini, ma molti adulti finirono per apprezzarlo più di ogni altra trasmissione, compresi Cleese e Chapman.
Nella pausa tra le due stagioni realizzarono il programma The Complete and Utter History of Britain ("La storia completa e totale della Gran Bretagna", 1969). Anche qui Jones soffrì della mancanza di controllo sulla realizzazione, che incise in modo determinante sugli sketch visuali.

## I Monty Python

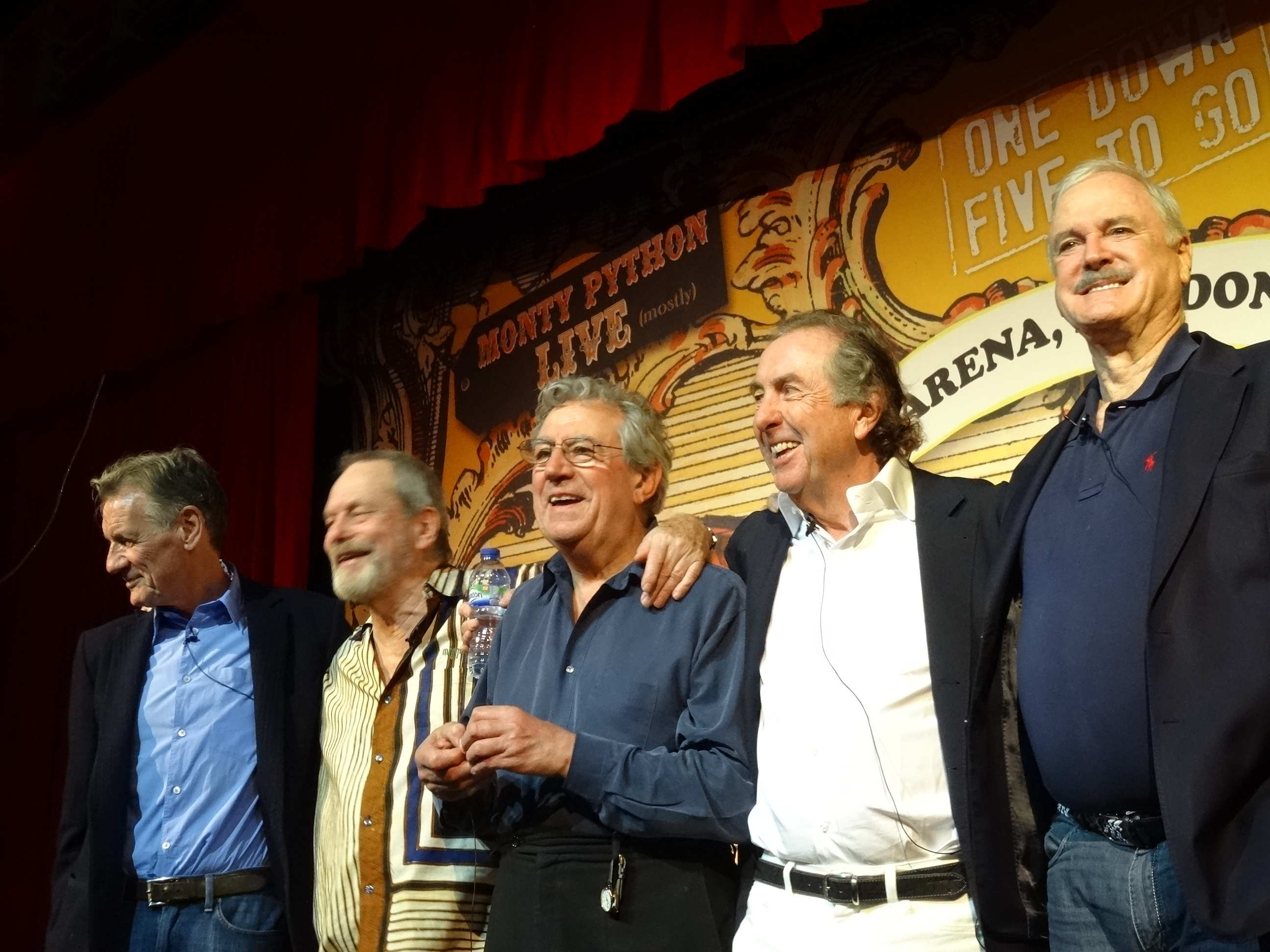
Palin, Gilliam, Jones, Idle e Cleese al Monty Python Live (Mostly) nel 2014.

Nel 1969 Jones, Palin, Idle e Gilliam erano in attesa di realizzare una trasmissione per ITV, ma la conferma tardava ad arrivare. Furono contattati da Cleese e Chapman (che avevano già lavorato con Palin nello speciale How to irritate people) per un programma comico per la BBC. Il programma fu chiamato Monty Python's Flying Circus e il successo fu tale che i sei vennero identificati da allora come i Monty Python.
Jones come gli altri approfittò al massimo della totale libertà creativa concessa al gruppo. Fu lui quello che si preoccupò più di tutti della forma che avrebbe avuto lo show proponendo la formula a "flusso di coscienza", che prevedeva il passaggio da uno sketch all'altro senza battuta finale, scelta che dava molto più respiro all'umorismo concettuale del gruppo.
Jones e Palin continuarono a scrivere in coppia per quasi tutti gli sketch del programma. Il loro stile era il più visuale, e richiedeva spesso riprese in esterni con grandi panoramiche. A differenza del duo Cleese-Chapman che tendeva a scioccare lo spettatore spesso partendo da una situazione quotidiana, Jones e Palin miravano più a sorprenderlo ponendo l'assurdo comico già nell'ambientazione.
I personaggi più memorabili tra quelli interpretati da Jones sono la stridula casalinga e il bolso passante in bombetta, che ritornavano spesso sia nelle scene che negli intermezzi. Jones sfruttava a pieno il suo fisico basso e tarchiato in personaggi che apparivano buffi fin dal primo istante, e il cui spirito popolaresco contrastava con le figure autoritarie spesso interpretate da Cleese e Chapman.
Il desiderio di controllo nella realizzazione degli sketch spinse Jones ad interessarsi sempre più del lato registico. Seguì spesso il regista della serie Ian McNaughton nella fase di ricerca delle location e nella fase di montaggio, dove riuscì a velocizzare le puntate rispetto a quanto proposto inizialmente.
Quando partì il progetto del film Monty Python e il Sacro Graal, Jones si offrì di dirigerlo assieme a Terry Gilliam. Furono molte le occasioni in cui le idee dei due diversero completamente, tanto che nei film successivi del gruppo, Brian di Nazareth e Monty Python - Il senso della vita, fu solo Jones ad assumere la regia. Il suo controllo si tradusse in ampie inquadrature che davano spazio agli attori, un uso più parco delle musiche rispetto alle produzioni comiche del tempo, ambienti suggestivi che dal suo punto di vista arricchivano lo humor della scena piuttosto che impoverirlo.
Nel 2014 i Pythons si ritrovarono dopo 31 anni dal loro ultimo film, dando vita al loro ultimo spettacolo: Monty Python Live (Mostly).

## Altri lavori
Diresse altri film sviluppando appieno il suo stile visuale. Alcuni di questi film ebbero nel cast ex-membri dei Monty Python: Erik il Vikingo, Il vento nei salici, Un'occasione da Dio.
Creò e coprodusse la serie animata Blazing Dragons che andò in onda per due stagioni e subì dei tagli per la messa in onda negli Stati Uniti.
Realizzò la serie Ripping Yarns con Palin e scrisse una delle prime sceneggiature del film Labyrinth - Dove tutto è possibile. Scrisse anche numerosi libri per l'infanzia.
Scrisse libri e presentò documentari sul Medioevo e l'età classica, spesso ribaltando l'immaginario popolare sui periodi storici. Per esempio argomentò quanto il medioevo fosse un periodo più sofisticato di quanto comunemente si creda, e descrisse i popoli combattuti dai Romani come più avanzati di quanto i loro distruttori fecero poi credere.
Nel libro Chaucer's Knight: The Portrait of a Medieval Mercenary (1980) presentò una visione alternativa del "Racconto del Cavaliere" di Geoffrey Chaucer: anziché essere un paragone di virtù cristiana, se confrontato con il contesto storico anziché con quello letterario il Cavaliere è un comune mercenario e un freddo assassino. A seguito di questi lavori, nel 2013 ha ricevuto il Dottorato Onorario in Lettere dall'Università di Glasgow. Nel giugno dello stesso anno ha ricevuto la Laurea Honoris Causa dalla St. Andrews University.

## Vita personale
Sposò Alison Telfer nel 1970 ed ebbe due figli, Sally (1974) e Bill (1976, uno dei co-registi del film A liar's Autobiography). Nonostante la loro fosse dichiaratamente una coppia aperta, la Telfer pose fine al matrimonio nel dicembre 2004 quando Jones si confessò innamorato della ventunenne svedese Anna Söderström, studentessa di Oxford.
Nel 2006 gli venne diagnosticato un tumore al retto, rimosso poi con successo.
Nel 2009 ebbe dalla Söderström una figlia, Siri. Nel 2012 si sposarono all'insaputa della stampa. Nel 2016 all'età di 74 anni gli viene diagnosticata l'Afasia primaria progressiva che lo porta alla perdita della parola e, il 21 gennaio 2020, alla morte.

## Filmografia parziale

### Attore
- E... ora qualcosa di completamente diverso (And Now for Something Completely Different) (1971)
- Monty Python e il Sacro Graal (Monty Python and the Holy Grail) (1974)
- Jabberwocky (Jabberwocky) (1977)
- Brian di Nazareth (Monty Python's Life of Brian) (1979)
- Monty Python - Il senso della vita (Monty Python's The Meaning of Life) (1983)
- Erik il Vichingo (Erik the Viking) (1989)
- Il vento nei salici (The Wind in the Willows) (1996)
- Monty Python Live (Mostly) (2014)
- Un'occasione da Dio (Absolutely Anything), regia di Terry Jones (2015)

### Regista
- Monty Python e il Sacro Graal (Monty Python and the Holy Grail) (1974)
- Brian di Nazareth (Monty Python's Life of Brian) (1979)
- Monty Python - Il senso della vita (Monty Python's The Meaning of Life) (1983)
- Personal Services (Personal Services) (1987)
- Erik il vichingo (Erik the Viking) (1989)
- Il vento nei salici (The Wind in the Willows) (1996)
- Un'occasione da Dio (Absolutely Anything) (2015)

### Sceneggiatore
- E... ora qualcosa di completamente diverso (And Now for Something Completely Different) (1971)
- Monty Python e il Sacro Graal (Monty Python and the Holy Grail) (1974)
- Brian di Nazareth (Monty Python's Life of Brian) (1979)
- Monty Python - Il senso della vita (Monty Python's The Meaning of Life) (1983)
- Labyrinth - Dove tutto è possibile (Labyrinth) (1986)
- Erik il vichingo (Erik the Viking) (1989)
- Il vento nei salici (The Wind in the Willows) (1996)
- Un'occasione da Dio (Absolutely Anything), regia di Terry Jones (2015)

### Doppiatore
- Pazzi a Beverly Hills (L.A. Story) (1991)
- Aiuto! Sono un pesce (Help! I'm a Fish) (2000)
- Dinotopia (2002)
- Un'occasione da Dio (Absolutely Anything), regia di Terry Jones (2015)

## Doppiatori italiani
- Giampiero Albertini in: Monty Python e il Sacro Graal
- Sergio Fiorentini in: Monty Python - Il senso della vita
- Dario Penne in: Il vento tra i salici
- Roberto Del Giudice in: Monty Python's Flying Circus (doppiaggio tardivo)
- Giorgio Lopez in: E ora qualcosa di completamente diverso (doppiaggio tardivo)
- Carlo Reali in: Brian di Nazareth (doppiaggio tardivo)
- Roberto Gammino in: Brian di Nazareth (Ridoppiaggio DVD)
- Michele Gammino in: Monty Python - Il senso della vita (Ridoppiaggio DVD)

Da doppiatore è sostituito da:
- Massimo Lodolo in: Aiuto! Sono un pesce
- Luigi Ferraro in Dinotopia
- Mino Caprio in Un'occasione da Dio

## Curiosità
- Un asteroide, 9622 Terryjones, è chiamato così in suo onore.